# Comuna Dobrun, Olt
Dobrun este o comună în județul Olt, Oltenia, România, formată din satele Chilii, Dobrun (reședința), Roșienii Mari, Roșienii Mici și Ulmet. În 2003, satele Bobu și Osica de Jos au fost separate prin lege din comuna Dobrun, pentru a forma comuna Osica de Jos.

## Demografie
Componența etnică a comunei Dobrun
     Români (91,13%)
     Alte etnii (0%)
     Necunoscută (8,87%)
Componența confesională a comunei Dobrun
     Ortodocși (90,98%)
     Alte religii (0%)
     Necunoscută (9,02%)
Conform recensământului efectuat în 2021, populația comunei Dobrun se ridică la 1.330 de locuitori, în scădere față de recensământul anterior din 2011, când fuseseră înregistrați 1.546 de locuitori. Majoritatea locuitorilor sunt români (91,13%), iar pentru 8,87% nu se cunoaște apartenența etnică. Din punct de vedere confesional, majoritatea locuitorilor sunt ortodocși (90,98%), iar pentru 9,02% nu se cunoaște apartenența confesională.

## Administrație
Comuna Dobrun este administrată de un primar și un consiliu local compus din 9 consilieri. Primarul, Cristian Bondrescu[*], de la Partidul Social Democrat, este în funcție din 1 noiembrie 2024. Începând cu alegerile locale din 2024, consiliul local are următoarea componență pe partide politice:
|  | Partid                    | Consilieri | Componența Consiliului | Componența Consiliului | Componența Consiliului | Componența Consiliului | Componența Consiliului | Componența Consiliului | Componența Consiliului | Componența Consiliului |
|  | ------------------------- | ---------- | ---------------------- | ---------------------- | ---------------------- | ---------------------- | ---------------------- | ---------------------- | ---------------------- | ---------------------- |
|  | Partidul Social Democrat  | 8          |                        |                        |                        |                        |                        |                        |                        |                        |
|  | Partidul Național Liberal | 1          |                        |                        |                        |                        |                        |                        |                        |                        |

Primarii comunei au fost:
| Nume            | De la         | Până la | Partid | Note |
| --------------- | ------------- | ------- | ------ | ---- |
| Aurel Bondrescu | 20 iunie 2004 |         | PSD    |      |